# Линия МЦД-2
Линия МЦД-2 (также — Ку́рско-Ри́жский диаметр или Второй диаметр) — вторая линия Московских центральных диаметров, запущенная 21 ноября 2019 года. Маршрут, связывающий подмосковный город Подольск с подмосковным посёлком Нахабино (городской округ Красногорск), пролегая через территорию Москвы, соединяет Курское и Рижское направления Московской железной дороги. Таким образом, МЦД-2 соединяет центр Москвы с районами на северо-западе города и с районами на юге и юго-востоке города. Маршрут имеет длину 80 км и насчитывает 37 (в перспективе будет 39) остановочных пунктов. Маршрут имеет 14 (в перспективе будет 15) остановочных пунктов с пересадкой на станции московского метрополитена, МЦК и железнодорожные платформы радиальных направлений. Время движения электропоезда по маршруту составляет 2 часа 3 минуты, интервал движения в час пик — 6 минут. На схемах и указателях обозначается кодом  и цветом фуксия (ярко-розовым).

## Строительство и реконструкция
Капитальная реконструкция к запуску линии была проведена на станциях Нахабино, Подольск и платформе Опалиха.
В рамках создания удобных пересадок с железной дороги на МЦК осенью 2018 года была перенесена и отремонтирована платформа Ленинградская, а также открыт новый остановочный пункт Новохохловская.
Перед запуском диаметра платформы Ленинградская, Ржевская и Люблино были переименованы в Стрешнево, Рижскую и Кубанскую соответственно. Некоторые из этих переименований подверглись жёсткой общественной критике. В итоге впоследствии переименование платформы Люблино было отменено.
Первый поезд отправился по диаметру в 04:02 21 ноября 2019 года от станции Нахабино в сторону Подольска.
Через два дня, 23 ноября 2019 года, была открыта новая платформа Волоколамская, обеспечивающая уличную пересадку на одноимённую станцию Арбатско-Покровской линии, а ещё через день, 24 ноября, — платформа Пенягино.

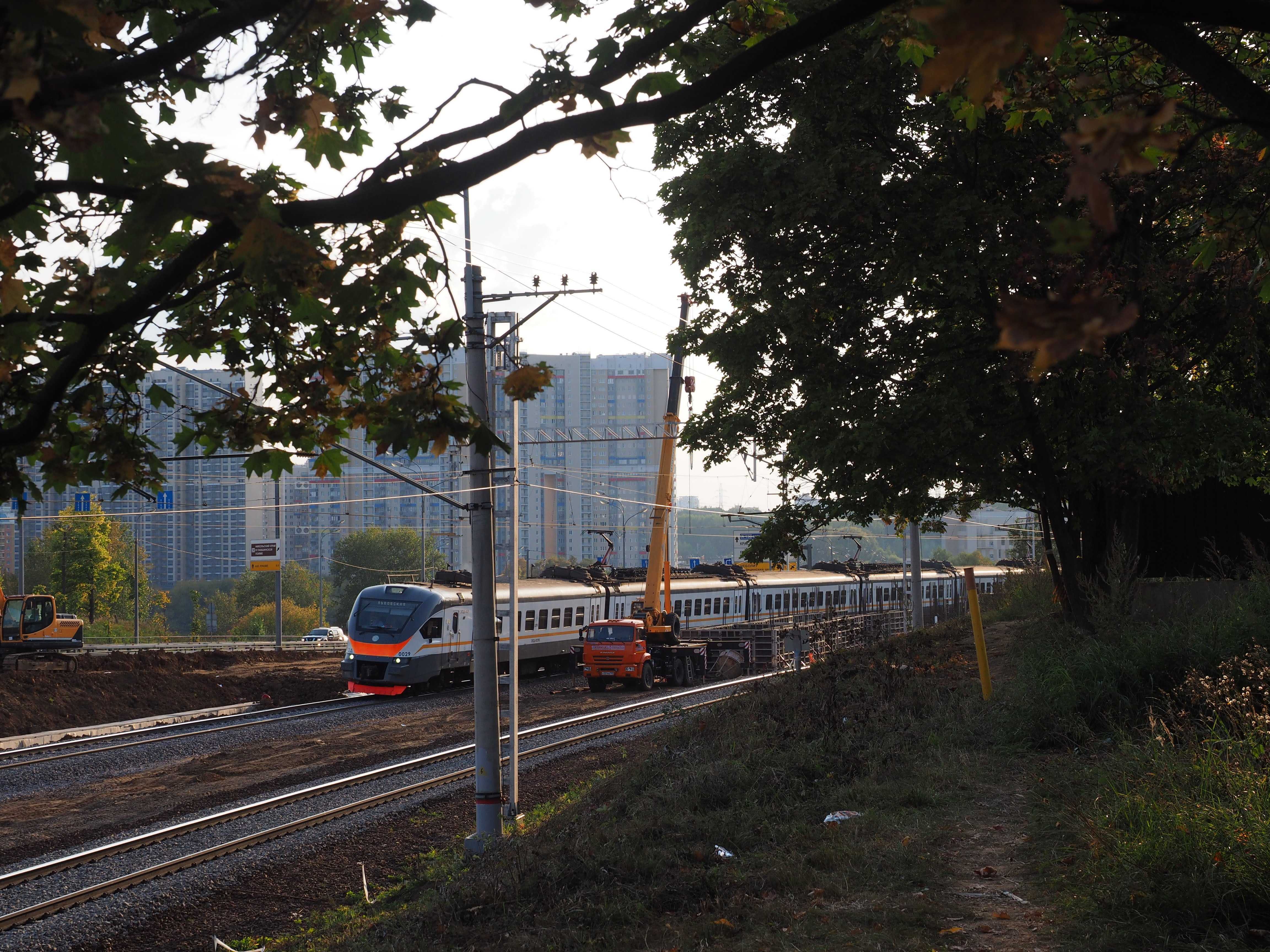
Начало строительства платформы Волоколамская
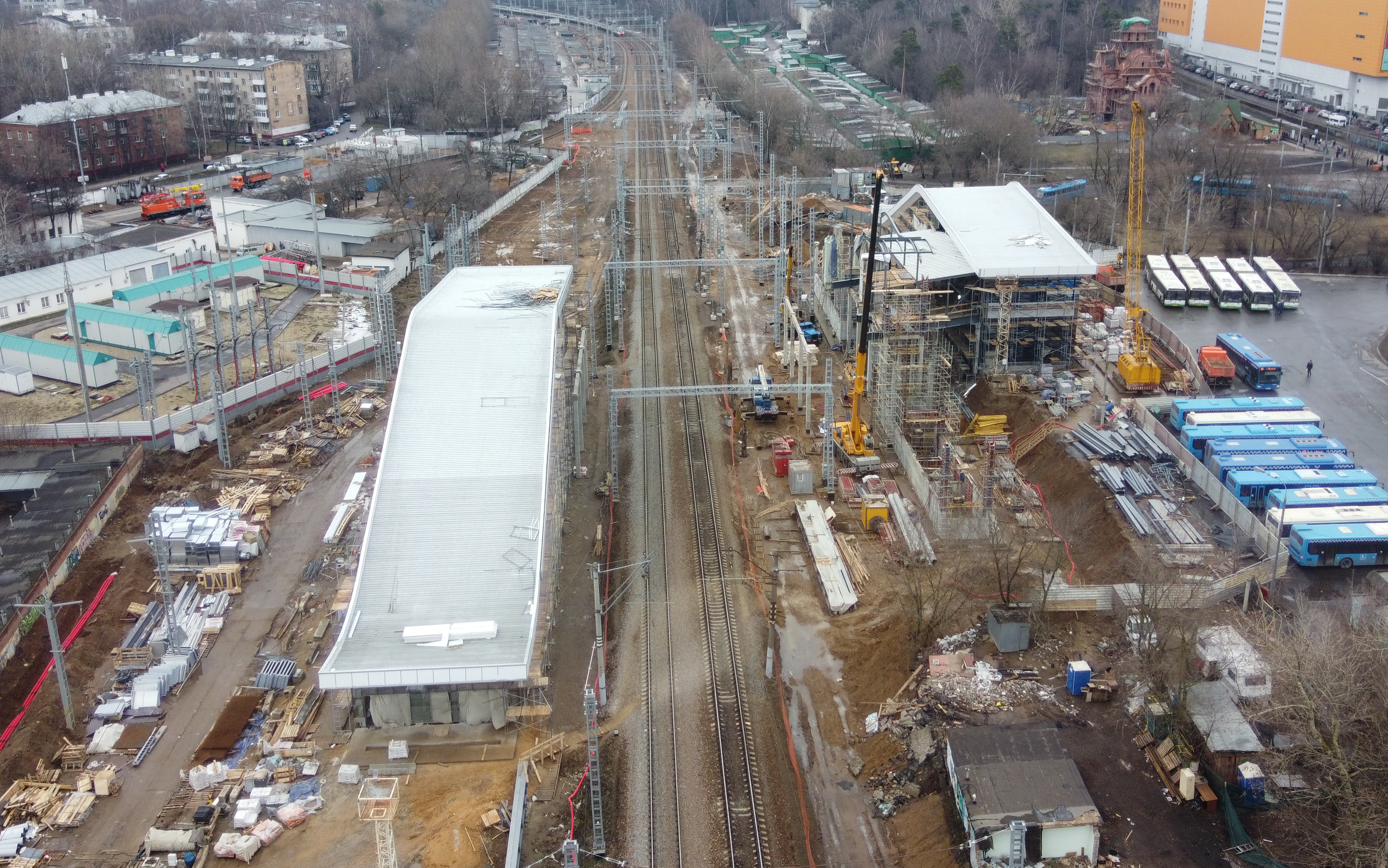
Строительство платформы Щукинская
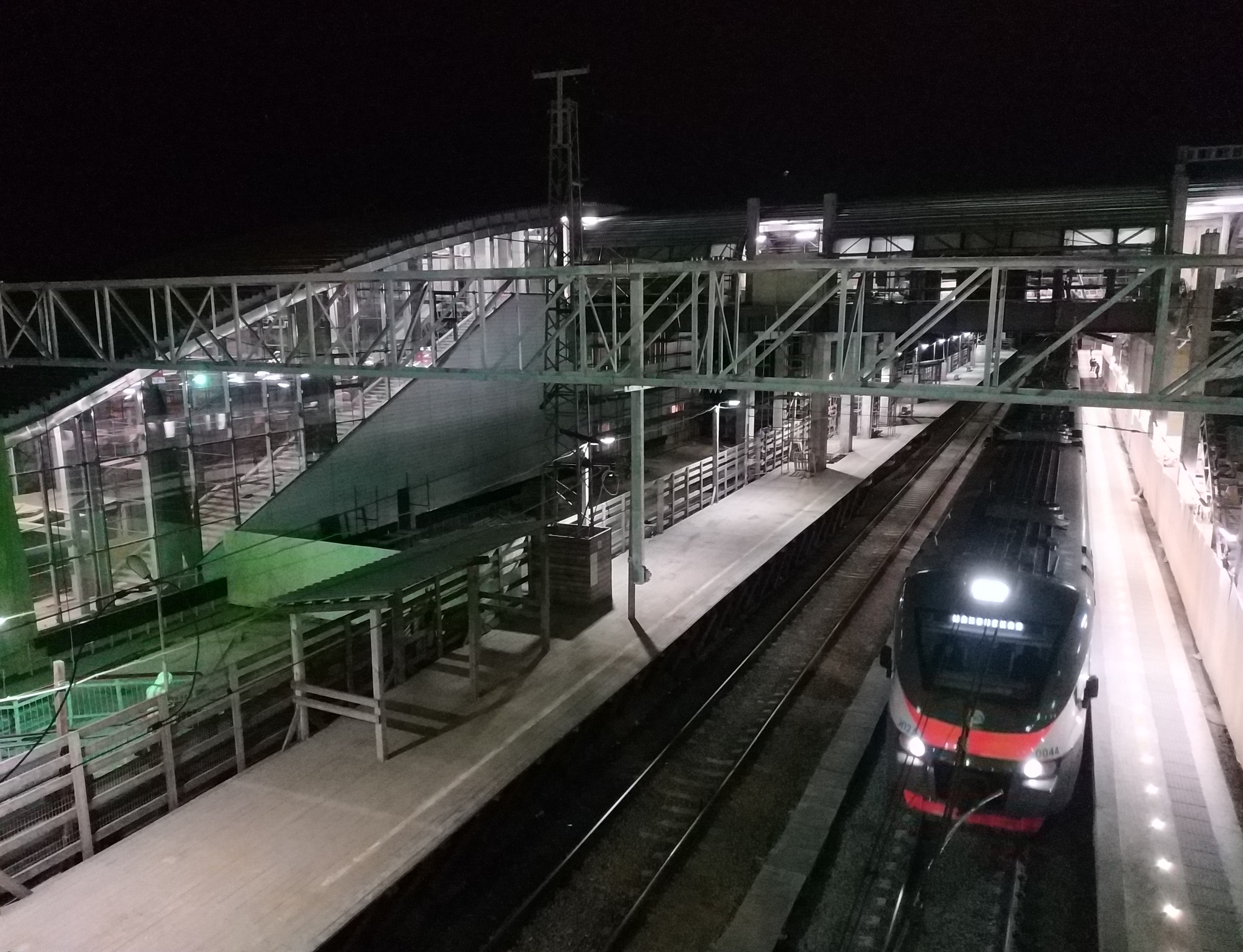
Строительство крытого надземного перехода с эскалаторами на станции Нахабино
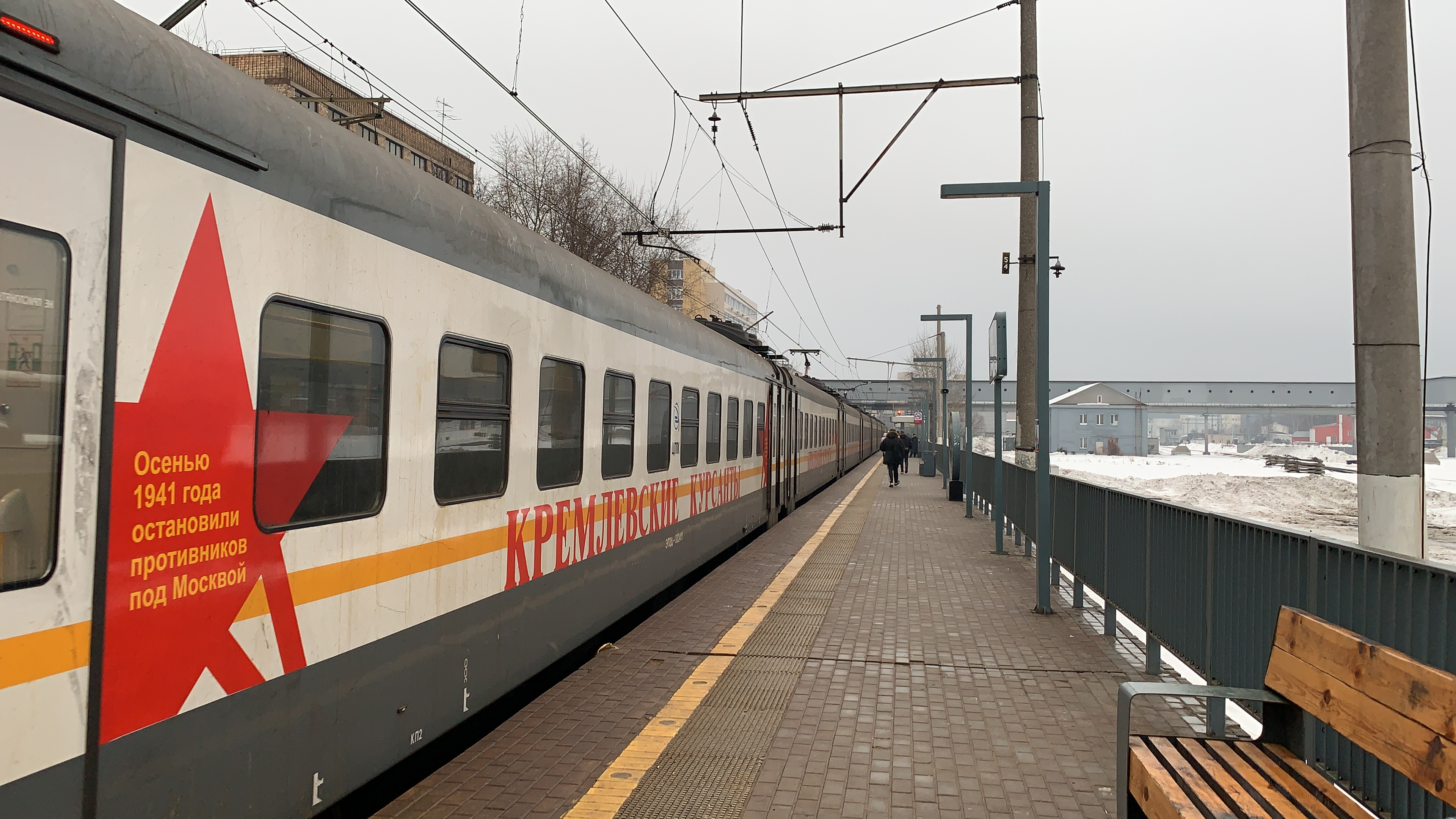
Станция МЦД-2 «Красный Балтиец»

23 января 2020 года открыта платформа Остафьево.
13 июля 2020 года открыта платформа Курьяново.
25 июня 2021 года закрыта платформа Покровское-Стрешнево, остановка поездов перенесена на новую открытую в тот же день платформу Щукинская.
10 июня 2022 года открыта платформа Печатники.
4 августа 2022 года открыта после реконструкции и переименована станция «Каланчёвская» (новое название — «Площадь Трёх Вокзалов»). Одновременно с этим завершён первый этап реконструкции участка между «Площадью Трёх Вокзалов» и «Курским вокзалом»: реконструкция существующих 1-го и 2-го главных путей (один из них реконструирован и открыт для движения), строительство новых 3-го и 4-го главных путей (один из них построен и открыт для движения).
2 марта 2023 года открыта платформа Марьина Роща.
В мае 2023 года завершена реконструкция станции «Площадь трёх вокзалов» с созданием единого пересадочного узла для приема поездов линий МЦД-2 и МЦД-4. В этом же месяце завершилась реконструкция участка «Площадь Трёх Вокзалов» — «Курская» длиной 4 км, в ходе которой были полностью демонтированы и положены заново 1 и 2 главный пути, а также построены новые 3 и 4 главные пути, что в совокупности с реконструкцией платформ «Курского вокзала» к сентябрю 2023 года позволило открыть движение по линии МЦД-4.

## Перспективы
- Планируется открыть ещё одну платформу: Котляково (2025—2027 годы)[15][16]
- Ещё две платформы: Гражданская и Дмитровская — будут перенесены в рамках реконструкции[17].
- Пассажирская платформа Москва-Товарная-Курская будет перенесена ближе к станциям метро «Площадь Ильича» и «Римская»[17] и таким образом объединена с платформой Серп и Молот в один транспортно-пересадочный узел[18].
- В третьем квартале 2024 года ожидается начало и в четвёртом квартале 2025 года завершение строительства станции «Битца-2», или «Южная Битца», в Ленинском городском округе Подмосковья[19].
- Возможное открытие ответвления «Павшино» — «Ильинская» — «Рублёво-Архангельское»[20].

## График движения
В сутки по маршруту курсирует 100 пар электропоездов МЦД (без учёта обычных пригородных) c тактовым интервалом в 12 минут: от станции Нахабино первый поезд отправляется в 4:02, последний — в 23:50; от станции Подольск — в 4:03 и 23:51 соответственно. Прибытие последнего поезда в Нахабино производится в 1:53, в Подольск — в 1:50 ночи. Время следования от Нахабино до Подольска составляет 2 часа, в обратном направлении — 2 часа 2 минуты; время стоянки для перехода или смены локомотивной бригады на станции Нахабино — 9 минут, а на станции Подольск — 13 минут. Таким образом, полный оборот с учётом стоянок на конечных станциях поезд производит за 4 часа 24 минуты, а на маршруте одновременно работает 22 состава.
С 15 декабря 2019 года по выходным дням отменены 82 поезда, что привело к росту интервалов до 24 минут. С февраля 2020 года введены дневные окна на центральном участке диаметра (Дмитровская — Курская) с 12:30 до 15:00 для прокладки путей будущего Калужско-Нижегородского диаметра, которые отменялись только в период федеральных нерабочих дней апреля 2020 года и в некоторые праздничные дни после них.
С 4 июля 2021 года оба главных пути центрального участка МЦД2 между «Курским вокзалом» и «Каланчёвской» были закрыты на реконструкцию, движение поездов переброшено на новый построенный путь с реверсивным движением раз в 18 минут. В связи с этим было окончательно прекращено движение транзитных дальних пригородных поездов с конечными пунктами дальше официальных границ диаметра D2. Все такие транзитные маршруты были укорочены по Курскому вокзалу и Рижскому вокзалу или по станции Царицыно Курского направления МЖД и по станции Стрешнево Рижского направления МЖД.
С 1 августа 2022 года в связи с завершением реконструкции одного из ранее закрытых основных путей реверсивное движение между станциями «Курский вокзал» и «Площадь Трёх вокзалов» отменено, график движения изменён, интервалы сокращены, появились транзитные маршруты (самый большой — из Шаховской до Тулы-Курской и обратно)

## Подвижной состав
По состоянию на начало 2024 года, рейсы МЦД на маршруте обслуживают 22 шестивагонных состава «Иволга» модификации 1.0 и несколько составов «Иволга» модификации 2.0. В будущем планируют запустить 7 составов «Иволга 4.0» приписки моторвагонного депо Нахабино (ТЧ-17), эксплуатирующиеся в сдвоенном режиме 6+5 вагонов (один вагон исключается из состава из-за превышения им в этом случае длины платформ), а также обычные электропоезда ЭП2Д из того же депо Нахабино. Первоначально для рейсов МЦД планировалось использовать только 24 шестивагонных электропоезда «Иволга», которые до запуска маршрута эксплуатировались на данном участке в виде сдвоенных составов 6+5 вагонов, но к запуску МЦД в связи с увеличением частоты поездов и необходимости в одновременном нахождении на маршруте не менее 22 составов они были расцеплены на одиночные. Однако из-за высокой переполненности поездов в первые дни эксплуатации с 25 ноября 2019 года вновь были сформированы сдвоенные составы из 11 вагонов, а помимо ЭГ2Тв стали использоваться составы других серий. Также в первую неделю на маршруте временно работали три семивагонных «Иволги» версии 2.0, но впоследствии они были переданы на Белорусско-Савёловский диаметр. В декабре 2019 года на маршруте работал сдвоенный состав 038—039 второй версии, но вскоре также был отдан на МЦД-1, с конца марта 2020 года вновь начал работать на маршруте но в едином 11-вагонном исполнении 040 с промежуточными вагонами 041, в течение полугода отдан на МЦД-1.
Другие пригородные рейсы на участках маршрута обслуживаются одиннадцативагонными электропоездами ЭП2Д из депо Нахабино и Перерва.
| Тип электропоезда             | Количество вагонов в составе | Годы                                                                             |
| ----------------------------- | ---------------------------- | -------------------------------------------------------------------------------- |
| Обслуживающие маршрут МЦД-2   |                              |                                                                                  |
| ЭГ2Тв «Иволга» (версия 1.0)   | 6, 6+5, 11                   | 2019—н. в.                                                                       |
| ЭГ2Тв «Иволга» (версия 2.0)   | 7, 6+5, 11                   | 2019, 2020—н. в.                                                                 |
| ЭГЭ2Тв «Иволга» (версия 3.0)  | 11                           | 2023                                                                             |
| ЭГЭ2Тв «Иволга» (версия 4.0)  | 11                           | 2025—н. в. (план)                                                                |
| ЭС2Г «Ласточка»               | 10                           | 2019—31 января 2022                                                              |
| ЭП2Д                          | 11                           | 2019—н. в.                                                                       |
| Обслуживающие другие маршруты |                              |                                                                                  |
| ЭП2Д                          | 11                           | 2019—н. в.                                                                       |
| ЭР2                           | 10                           | 2019—13 августа 2020                                                             |
| ЭТ2М                          | 12                           | 2019—2021                                                                        |
| ЭД4М                          | 10                           | 2019 — июль 2020 (Рижское направление) 2019 — декабрь 2020 (Курское направление) |
| ЭД2Т                          | 10                           | 2019 — март 2020 (Рижское направление) 2019 — декабрь 2020 (Курское направление) |
| ЭП2ДМ                         | 11                           | 09 января 2025 — н.в.                                                            |

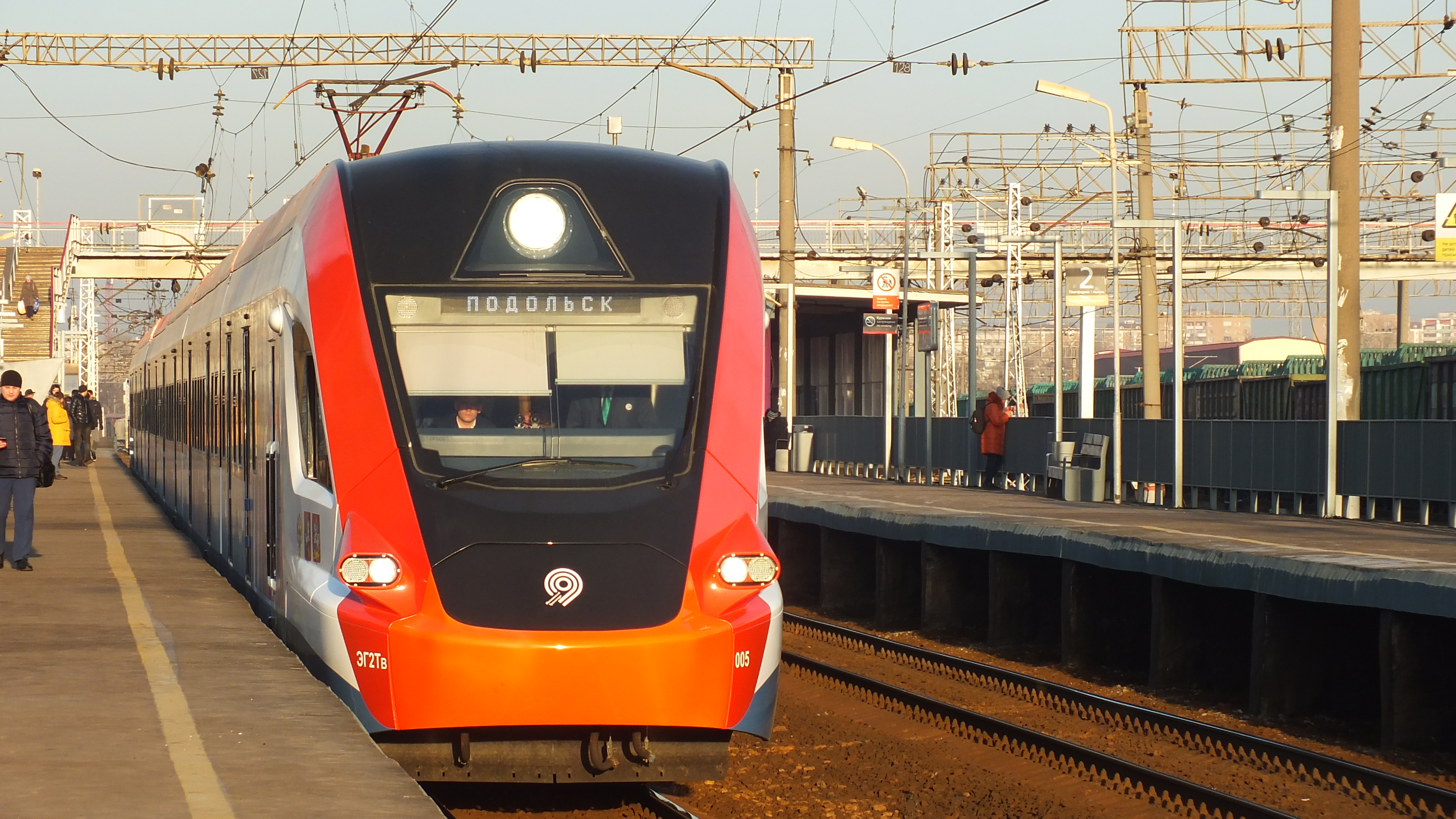
ЭГ2Тв версии 1.0 в шестивагонной составности на платформе Перерва
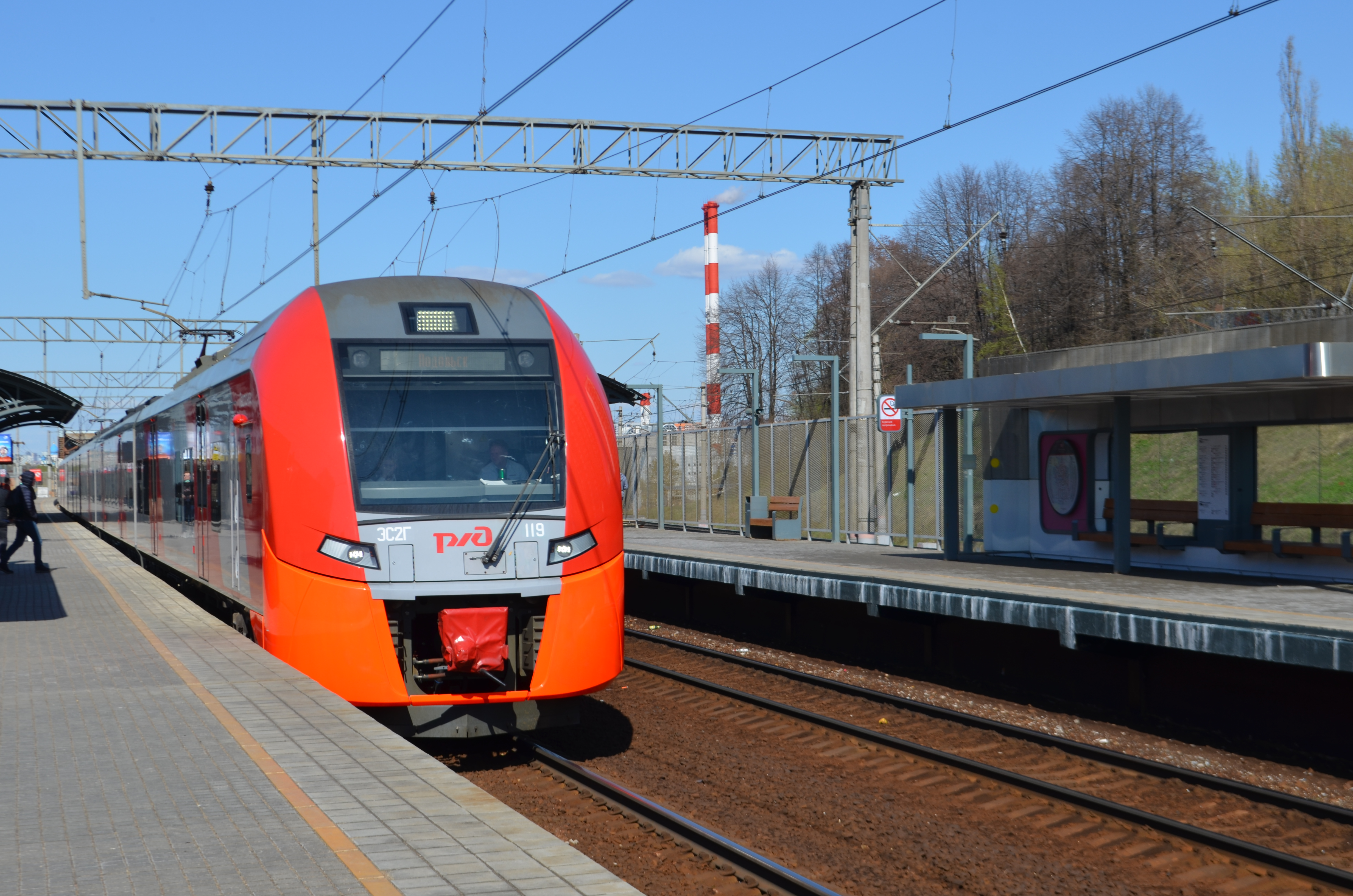
ЭС2Г-119 в десятивагонной составности на платформе Москворечье
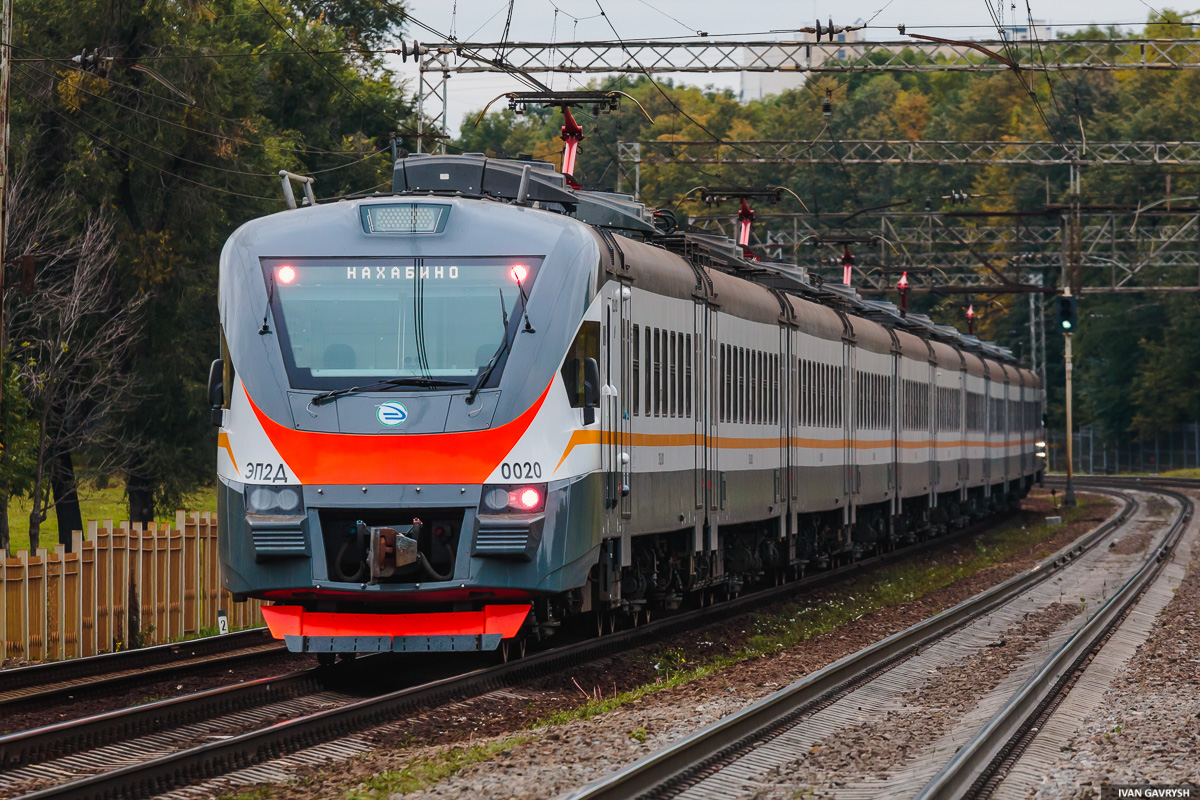
ЭП2Д-0020 на участке Царицыно — Москворечье

## Станции

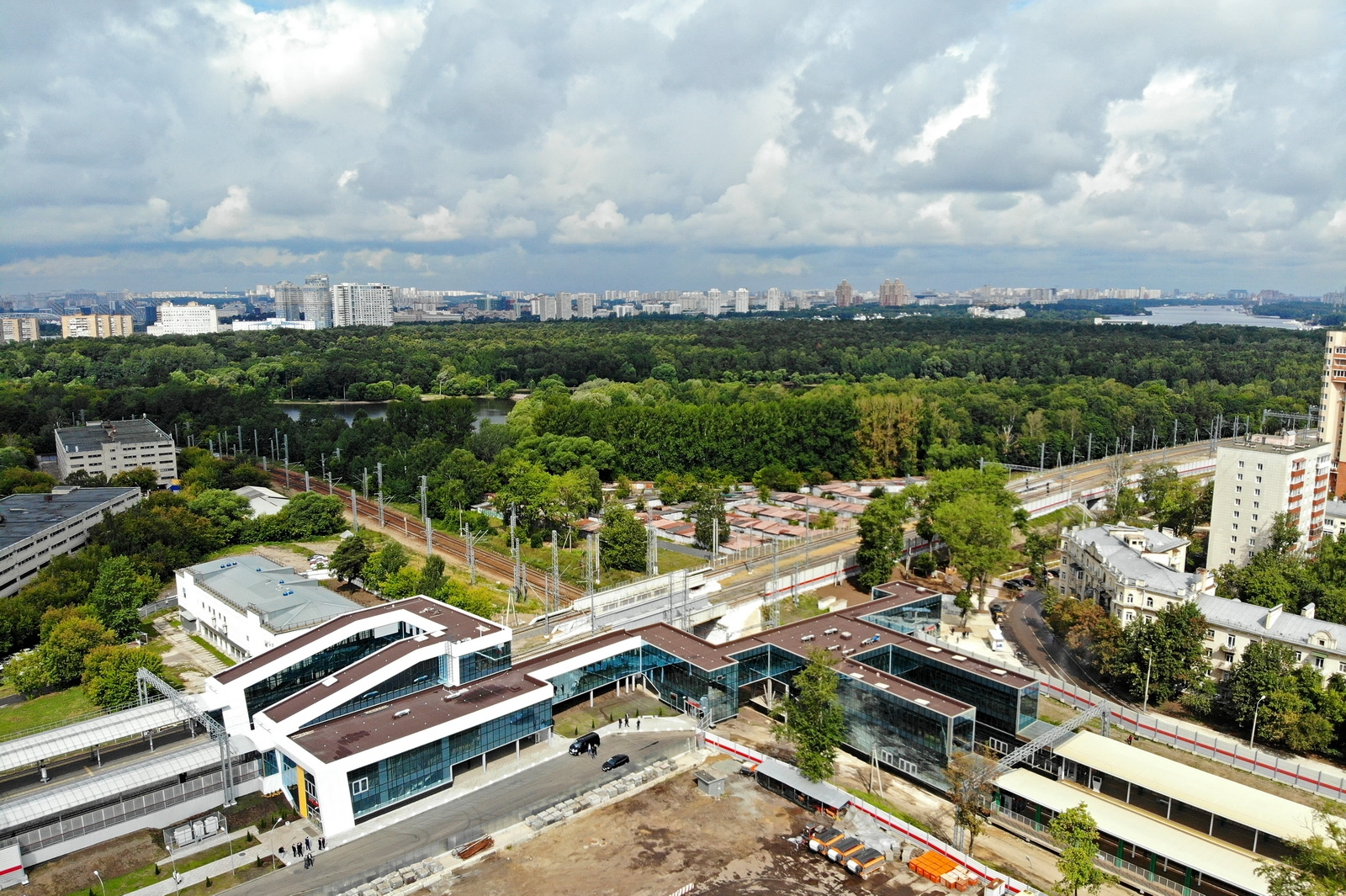
Транспортно-пересадочный узел Стрешнево: слева — платформа МЦК, справа внизу — платформа Рижского направления и линии МЦД-2

Курсивом выделены строящиеся линии и станции.
|        | Название платформы Прежние названия                             | Дата открытия платформы | Дата открытия в составе МЦД | Пере- садки | Координаты | Вид станции |
| ------ | --------------------------------------------------------------- | ----------------------- | --------------------------- | ----------- | ---------- | ----------- |
| @D2 01 | Подольск                                                        | 1865                    | 21 ноября 2019              |             |            |             |
| @D2 02 | Силикатная                                                      | 1929                    | 21 ноября 2019              |             |            |             |
| @D2 03 | Остафьево                                                       | 23 января 2020          | 23 января 2020              |             |            |             |
| @D2 04 | Щербинка                                                        | 1895                    | 21 ноября 2019              |             |            |             |
| @D2 05 | Бутово                                                          | 1865                    | 21 ноября 2019              |             |            |             |
| @D2 06 | Битца                                                           | 1908                    | 21 ноября 2019              |             |            |             |
| @D2 07 | Красный Строитель                                               | 1929                    | 21 ноября 2019              |             |            |             |
| @D2 08 | Покровское                                                      | 1951                    | 21 ноября 2019              |             |            |             |
| @D2 09 | Царицыно                                                        | 1865                    | 21 ноября 2019              | 02          |            |             |
| @D2 10 | Москворечье                                                     | 1925                    | 21 ноября 2019              |             |            |             |
| @D2 11 | Курьяново                                                       | 13 июля 2020            | 13 июля 2020                |             |            |             |
| @D2 12 | Перерва                                                         | 1894                    | 21 ноября 2019              |             |            |             |
| @D2 13 | Депо                                                            | 1929                    | 21 ноября 2019              |             |            |             |
| @D2 14 | Люблино Кубанская (с 21.11.2019 до 20.03.2021)                  | 1870                    | 21 ноября 2019              |             |            |             |
| @D2 15 | Печатники                                                       | 10 июня 2022            | 10 июня 2022                | 10 11       |            |             |
| @D2 16 | Текстильщики                                                    | 1894                    | 21 ноября 2019              | 07 11       |            |             |
| @D2 17 | Новохохловская                                                  | 6 сентября 2018         | 21 ноября 2019              | 14          |            |             |
| @D2 18 | Калитники                                                       | 1861                    | 21 ноября 2019              |             |            |             |
| @D2 19 | Москва-Товарная                                                 | 1861                    | 21 ноября 2019              | 08 10 D4    |            |             |
| @D2 20 | Курская (Курский вокзал)                                        | 1896                    | 21 ноября 2019              | 03 05 10 D4 |            |             |
| @D2 21 | Площадь трёх вокзалов Каланчёвская (с 21.11.2019 до 01.08.2022) | 1865                    | 21 ноября 2019              | 01 05 D4    |            |             |
| @D2 22 | Рижская                                                         | 1949                    | 21 ноября 2019              | 06 11       |            |             |
| @D2 23 | Марьина Роща                                                    | 2 марта 2023            | 2 марта 2023                | 10 11 D4    |            |             |
| @D2 24 | Дмитровская                                                     | 1964                    | 21 ноября 2019              | 09          |            |             |
| @D2 25 | Гражданская                                                     | 1901                    | 21 ноября 2019              |             |            |             |
| @D2 26 | Красный Балтиец                                                 | 1945                    | 21 ноября 2019              |             |            |             |
| @D2 27 | Стрешнево                                                       | 1964                    | 21 ноября 2019              | 02 14       |            |             |
| @D2 28 | Щукинская                                                       | 25 июня 2021            | 25 июня 2021                | 07          |            |             |
| @D2 29 | Тушинская                                                       | 1901                    | 21 ноября 2019              | 07          |            |             |
| @D2 30 | Трикотажная                                                     | 1932                    | 21 ноября 2019              |             |            |             |
| @D2 31 | Волоколамская                                                   | 23 ноября 2019          | 23 ноября 2019              | 03          |            |             |
| @D2 32 | Пенягино                                                        | 24 ноября 2019          | 24 ноября 2019              |             |            |             |
| @D2 33 | Павшино                                                         | 1906                    | 21 ноября 2019              |             |            |             |
| @D2 34 | Красногорская                                                   | 1946                    | 21 ноября 2019              |             |            |             |
| @D2 35 | Опалиха                                                         | 1901                    | 21 ноября 2019              |             |            |             |
| @D2 36 | Аникеевка                                                       | 1964                    | 21 ноября 2019              |             |            |             |
| @D2 37 | Нахабино                                                        | 1964                    | 21 ноября 2019              |             |            |             |